# Communium interpretes dolorum
Die Enzyklika Communium interpretes dolorum  (15. April 1945) von Papst Pius XII., kurz vor dem Ende des Zweiten Weltkrieges, war ein „Aufruf zum Friedensgebet im Monat Mai“.

Pius XII. beklagte die großen Leiden  und Schmerzen, die über die Welt verbreitet worden seien. Er spricht seine Hoffnung darüber aus, dass die blutigen und hässlichen Schlachten nun bald ein Ende haben werden. Er ruft zum Friedensgebet auf, und da der Monat Mai der Heiligen Gottesmutter Maria geweiht wurde, sei dieser Monat auch dazu geeignet, die Fürsprache der Jungfrau Maria zu erflehen. Die Menschheit fordert er auf: 

„Wir müssen einen wahren und aufrichtigen Frieden suchen, der vielleicht diesen katastrophalen und verdammten Konflikt schnell beendet.“

 Darüber hinaus ruft er auch zum Gebet für die Gefangenen und Vertriebenen, die Verletzten und Kranken auf und bittet darum, dass diese sehr bald wieder zu ihren Familien zurückkehren dürfen.